# Manniophyton fulvum
Manniophyton es un género monotípico de lianas perteneciente a la familia de las euforbiáceas. Su única especie: Manniophyton fulvum, es originaria de África.

## Descripción
Es un desordenado arbusto o liana que alcanza un tamaño de 30 m de largo, con tallos de hasta 10 cm de diámetro, se encuentra en el bosque caducifolio cerrado o mixto de hoja perenne desde Sierra Leona hasta Camerún y en Zaire y Angola. También se registra en Nigeria.

## Usos
El vástago de la liana produce una savia roja que rápidamente se hace pegajosa con el aire. La planta, es ampliamente utilizada para las afecciones que se manifiestan en la sangre. En el Congo (Brazzaville), se considera hemostático y cicatrizante de las heridas, y bueno para el tratamiento de la disentería, hemorroides, dismenorrea y hemoptisis. En Costa de Marfil se utiliza para la menstruación dolorosa. Se utiliza por vía tópica en Costa de Marfil-Alto Volta sobre el herpes y otras infecciones dérmicas, mientras que la savia de la hoja se aplica igualmente, incluso contra la lepra en el Congo (Brazzaville). En Liberia, las hojas secas en polvo se esparcen sobre las llagas. Una decocción se bebe en el Congo (Brazzaville) y en Sierra Leona para la blenorrea o gonorrea. Los brotes y raíces se considera un remedio para la tos y la bronquitis.
Los tallos poseen una fuerza considerable y se utilizan en Zaire y Ubangi para hacer trampas para la caza.
El tronco de corteza se obtiene una fibra fuerte que resiste la putrefacción. Es utilizado por pescadores y cazadores en Gabón, Zaire y ampliamente en África central. Hojas de Antiaris africana (Moraceae), que forman la envoltura del bastón mágico de los médicos brujos en la República Centroafricana, se cosen con esta fibra. La extracción de la fibra se realiza mediante secado al sol y mediante golpes.
La raíz, se seca y en polvo, es venenosa. Un antídoto es Piliostigma thonningii (Leguminosa: Caesalpinioideae).
Los frutos secos cocinados son un artículo de comercio en el mercado en el sur de Nigeria, los granos blancos grandes, de 2,5 cm de diámetro,son harinosos y comestibles cuando están bien cocidos. El contenido de aceite del material del África central se ha registrado como aproximadamente del 50%. El aceite es de color amarillo y sin sabor, con el engrosamiento de la exposición en películas delgadas, lo que sugiere un posible uso en la fabricación de pinturas.

## Taxonomía
Manniophyton fulvum fue descrita por Johannes Müller Argoviensis y publicado en Journal of Botany, British and Foreign 2: 332. 1864.
Sinonimia
- Manniophyton africanum Müll.Arg.
- Manniophyton africanum var. fulvum (Müll.Arg.) Hutch.
- Manniophyton chevalieri Beille
- Manniophyton tricuspe Pierre ex A.Chev.
- Manniophyton wildemanii Beille[4]